# Gagrella gracilis
Gagrella gracilis is een hooiwagen uit de familie Sclerosomatidae.